# Пакулин, Вячеслав Владимирович
Вячеслав Владимирович Пакулин (2 марта 1901, Рыбинск, Ярославская губерния — 1951, Ленинград) — российский советский живописец и график, член Ленинградского Союза художников, представитель ленинградской школы пейзажной живописи.

## Годы учения
Родился 2(15) марта 1900 года в Рыбинске на Волге в семье железнодорожника.
В 1916 году поступил в 
Центральное училище технического рисования барона А. Л. Штиглица (Петроград), как «мещанин Новгородской губернии Боровичскаго уезда Опеченского посада», что объясняется лишь принадлежностью к социальному статусу его опекунов (к тому времени Пакулин был сиротой).
Учился у А. Е. Карева и В. В. Лебедева. Зиму 1917—1918 года провел в Рыбинске, где работал письмоводителем. Зимой 1919 возвратился в Петроград. Продолжил учёбу, но уже на Высших курсах декоративно-прикладного искусства им. барона А. Л. Штиглица.
С 1918 года работал театральным художником. Учился на курсах сценических постановок, организованных В. Э. Мейерхольдом. Ряд театральных работ Пакулина находится в собрании Театрального музея в Петербурге.
С 1918 года принимал деятельное участие в работе петроградского Декоративного института, членом которого стал в 1919 году; участвовал в оформлении массовых праздников, посвящённых октябрьским годовщинам.
В 1922—1925 учился в ленинградском ВХУТЕИНе у А. Е. Карева и А. И. Савинова.
В 1922 году в результате слияния бывшего училища им. А. Л. Штиглица и бывшей Академии художеств В. Пакулин стал студентом живописного факультета ВХУТЕМАСа.
В 1925 г. защитил дипломную работу «Смена» («Героический реализм»), отмеченную Н. Н. Пуниным.

## Опыт авангарда
В эти годы попал под влияние художников В. Татлина и К. Малевича. Постоянно посещал Музей художественной культуры, а затем ГИНХУК. Как вспоминал В. И. Курдов, здесь, «…в пустых комнатах дома Мятлева, изучали (студенты ВХУТЕМАСа-ВХУТЕИНа. — авт.) метод Сезанна и Пикассо, постигали основы кубизма, геометризации форм».
В 1922 году впервые принял участие в выставке в МХК (Музее художественной культуры) в Петрограде: «Обзор новейших течений» (1922). Выставка была организована В. Татлиным и являла собой попытку «консолидации левых сил» в Петрограде.
Среди работ Пакулина этого времени — имеющие непосредственное отношение к выставке 1922 года «Объемы и плоскости» (1922) и одно из «Формальных разрешений фактуры» (1920), «Белый натюрморт» и «Синий пейзаж» (начало 1920-х годов). Талант и творческий эклектизм объединяет эти работы, являющиеся соединением кубизма и принципов А. Е. Карева. «Формальное разрешение фактуры» — ранее фигурировал под названием «Натюрморт» (с подносом) — сделаны художником под впечатлением от контррельефов B. Татлина.

## Круг художников
См. основную статью: Круг художников (общество)
В 1926 году стал председателем объединения «Круг художников» (1926—1932), в состав которого первоначально вошли сокурсники Пакулина, а позднее к ним примкнула наиболее активная творческая молодежь Ленинграда (А. Ф. Пахомов, М. А. Федоричева, М. Ф. Вербов, Л. Р. Британишский, Д. Е. Загоскин, А. П. Почтенный, А. С. Ведерников, А. И. Русаков, В. И. Малагис, А. Н. Самохвалов, Г. М. Неменова, Б. Е. Каплянский и другие). Пакулин являлся несомненным лидером этого объединения, участвовал в трёх основных его выставках в Русском музее (1927, 1928, 1929) и в Картинной галерее в Киеве в 1930 году.
Для Пакулина, поиски декларируемого «стиля эпохи», монументального по форме и емкого по содержанию, воплотились в создании им серии программных живописных произведений, до сих пор считающихся его лучшими работами, как «Жница» (1926—1927), показанная на первой выставке общества. Эта работа написана под влиянием «крестьянского цикла» К. Малевича. Пакулин, с его особым колористическим даром, с его чувством формы русского монументального, фрескового искусства, не оказался напрямую зависим от художественной формы Малевича. Художник воспринял эту форму творчески, сохраняя свою собственную индивидуальность. «Жница» — огромное по размерам полотно, имеющее сходство с фреской.

 В «Жнице», отбросив одни детали и рельефно изображая другие, умышленно усиливая динамику контрастов, свободно сдвигая пространственные планы и контуры объёмов, он находит пластический эквивалент физического напряжения, преодоления тяжести. Символический характер образа поясняет авторский текст-манифест на обороте холста.

Другое программное произведение В. Пакулина — «Женщина с ведрами» (1928).
Эти монументальные образы не были единственными в творчестве В. Пакулина. В 1920-х — начале 1930-х годов он, наравне с монументальными полотнами, создает также камерные портреты «Дама с веером» (1927) и «Женщина в красной шляпе» (1927), экспрессивные полотна «Матрос» (1928) и «Террор» (1929), и сориентированные на иконописные традиции работы на дереве — «Да здравствует Международный день работниц!» (1929) и «Мать» (конец 1920-х годов).
Пакулин вступил в члены Ленинградского Союза советских художников в 1932 году и стал членом его правления. Последние, сделанные в традициях «Круга художников» масштабные полотна Пакулина — «На току. Молотьба» (1935), "Турбокорпус завода «Электросила» (1932). Его творческая поездка на шахту в Донбасс, в Макеевку запечатлелась в целой серии работ, написанных в экспрессивной манере.

## Предвоенные годы
Предвоенные 1930-е годы Пакулин пережил тяжело. Его живописный талант, реализовавшийся в создании художественного объединения «Круг художников» (1926—1932) и в ряде значительных живописных произведений, остались в прошлом. Пакулин шёл на компромиссы, хотя все же старался чтить при этом заветы провозглашенного Н. Н. Пуниным «живописного реализма», поэтому можно говорить о его очевидных достижениях и на этом этапе творчества. В эти годы он работает, в основном, в пейзаже, входит в круг «ленинградской школы пейзажной живописи»: «Колхозное стадо» (1930-е годы), «Гатчинский парк» (1938), «Ранняя весна» (1940).
На жизнь Пакулин зарабатывал в это время оформлением массовых праздников, работал также в составе бригады художников над панно «Хлопок» в Москве (1935), «Физкультура» для советского павильона на Всемирной выставке 1937 года в Париже.

## Блокада
В Блокаду жил и работал в Ленинграде.
В конце июня 1941 года вместе с группой художников, руководимой В. А. Серовым, выезжал на фронт для создания маскировки военных объектов в районе станции Дно.
В марте 1942 года на Первой выставке ленинградских художников в марте 1942 года демонстрирует картины «Народное ополчение», «Взятие немецкого танка» и несколько пейзажей. Совместно с художником Н. И. Пилыциковым создает полотно «Таран Харитонова»..
Зимой 1941—1942 гг. начал работу над серией пейзажей. Впоследствии В. А. Серов называл Пакулина «Мафусаилом городского пейзажа», таким образом выражая своё уважение перед мастерством Пакулина. Художник работал на улицах Ленинграда, возил за собой подрамники. Продолжал работу во время обстрелов и бомбёжек. Написал несколько десятков пейзажей. Пакулин любил Ленинград, однако до войны никогда не писал городские пейзажи, именно в блокаду ему открылась красота города. Многие художники отмечали что зимой 1941—1942 года Ленинград был особенно красив: искрящийся инеем, неподвижный и почти безлюдный. Пейзажи блокадной «летописи» Пакулина — «Дом книги. Проспект 25 Октября» (1942), «У Адмиралтейства» (1941—1942), «Эрмитаж. Иорданский подъезд» (1942), «Проспект 25 Октября. Весна» (1943), «Демидов переулок» (1943), «Улица Пестеля» (1943), «Львиный мостик. Весна» (1943), «У Фонарного моста» (1944), «Фонтанка» (1944) и «Невский проспект в праздник 9 июля 1945 года» (1945).
В марте 1943 г. выезжал в составе группы художников на передовые линии фронта, рисовал портреты бойцов.
В 1944 году принял участие в выставке пяти художников в Русском музее (В. М. Конашевич, В. В. Пакулин, А. Ф. Пахомов, К. И. Рудаков и А. А. Стрекавин), показав 28 своих блокадных пейзажей. Позднее, в феврале 1945 года они экспонировались в Москве, ещё раз засвидетельствовав достижения художника, его причастность к лучшим традициям «ленинградской школы.»

## Послевоенные годы
В послевоенные годы произведения Пакулина подвергались критике как «яркий пример формализма в живописи». Пакулину довелось перенести глубокое потрясение: ему довелось быть свидетелем уничтожения части его работ; по приказу свыше в 1949 г. это осуществили работники Художественного фонда ЛССХ. Вскоре после этого, не отмеченный ни званиями, ни наградами, Пакулин Вячеслав Владимирович скончался в 1951 году в Ленинграде.
Произведения Пакулина хранятся, преимущественно, в Государственном Русском музее, также и в других в музеях и частных собраниях России, Украины, Германии, США и других стран.

## Семья
Жена — Мария Александровна Федоричева, художница (1895—1971), соратница В. В. Пакулина по «Кругу художников».
Дочь — Любовь Вячеславовна Пакулина, художница (р. 1947).
Сын — Вячеслав Вячеславович Пакулин, художник (1950—2000).